# Aeroporto Internacional de Vitória (Canadá)
O Aeroporto Internacional de Vitória (IATA: YYJ, ICAO: CYYJ) é um aeroporto internacional localizado na cidade de Vitória, na província canadense da Colúmbia Britânica. Está a 22 km norte noroeste de Vitória na Península de Saanich, com a maior parte do aeroporto (incluindo o terminal de passageiros) no norte de Saanich, e uma pequena porção do aeródromo que se estende até Sidney. O aeroporto é administrado pela autoridade do aeroporto de Vitória. YYJ tem muitos voos diários sem escala para o Aeroporto Internacional de Vancouver (YVR, cerca de 25 minutos) e Seattle (SEA, cerca de 40 minutos), ambos os principais aeroportos que servem muitas rotas globais. Além disso, o aeroporto de Vitória tem serviço direto a Toronto (YYZ), Montreal (YUL, somente no verão), Calgary (YYC), Edmonton (YEG) e para outras várias cidades menores na Colúmbia Britânica e Yukon. O aeroporto também tem serviço direto sazonal (final do outono até o início da primavera) para vários destinos de resorts mexicanos.